# Neoregelia tarapotoensis
Neoregelia tarapotoensis är en gräsväxtart som beskrevs av Werner Rauh. Neoregelia tarapotoensis ingår i släktet Neoregelia och familjen Bromeliaceae. Inga underarter finns listade i Catalogue of Life.